# Be Quick 1887
El Be Quick 1887 és un club de futbol amb seu a Groningen, Països Baixos. Actualment juga a la Vierde Divisie, el cinquè nivell del sistema de lliga holandesa de futbol. El club es va establir el 1887, i el primer equip juga els seus partits a casa a l'Stadion Esserberg, amb capacitat per a 12.000 persones. Els colors del club són el groc i el vermell.

## Història

### Segle XIX
El Be Quick 1887 va ser fundat el 4 d'octubre de 1887 per estudiants d'un gimnàs local. El club es va unir a la competició de futbol l'any 1895 i es va col·locar al Tweede Klasse Noord, llavors el nivell més alt del futbol dels districtes del nord del país.

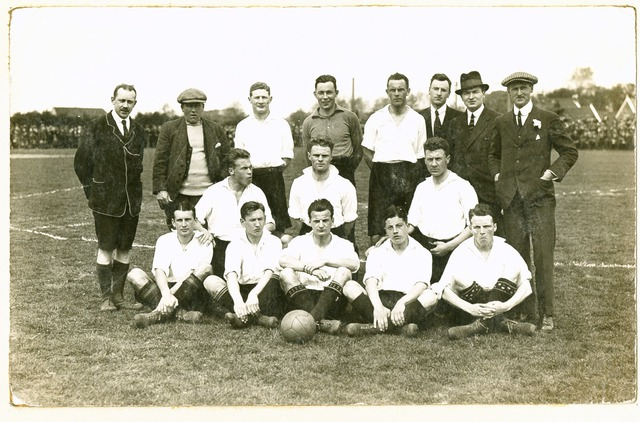
L'equip del Be Quick fotografiat el juny de 1920. Asseguts d'esquerra a dreta: Max Tetzner, Rieks de Haas, Jaap Bulder, Appie Groen i Evert Jan Bulder. Agenollats d'esquerra a dreta: Siebold Sissingh, Evert van Linge i Herman Legger. D'esquerra a dreta: J. (EG?) van Bisselick (àrbitre), Harry Waites (entrenador), Harry Rodermond, Deck de Ruiter Zijlker, Hans Tetzner, desconegut, Jacob Koning (membre de la junta) i Bruins Oving (membre de la junta).

### Segle XX
El Be Quick es va unir a la recentment establerta Eerste Klasse el 1916 i romandria a la lliga fins a la introducció del futbol professional als Països Baixos el 1954.
El moment àlgid del Be Quick va ser entre 1915 i 1926. El club va guanyar el títol a la competició de futbol del nord totes les temporades excepte el 1925. El 6 de juny de 1920, el Be Quick va guanyar el títol nacional de futbol, en derrotar el VOC de Rotterdam, campió de la lliga de futbol occidental, per 4-0. D'aquest equip, el porter Deck Ruijter Zylker va ser l'únic jugador que no va arribar a la selecció neerlandesa de futbol.
Quan es va introduir el futbol professional als Països Baixos, el 1954, el Be Quick es va incorporar a les lligues professionals. Van ser col·locats a la Tweede Divisie, on van guanyar el títol de 1959–60. El Be Quick va jugar a l'Eerste Divisie durant diverses temporades, però es va retirar de les files del futbol professional després de la temporada 1963–64.
En tornar a l'estructura del futbol amateur, el club es va col·locar a la Tweede Klasse (ara Eerste Klasse). El club va ascendir a la Hoofdklasse el 1992, va patir el descens a l'Eerste Klasse el 1995 i a la Tweede Klasse el 1997. Després d'una temporada a la Tweede Klasse, el club va tornar a l'Eerste Klasse, acabant la primera temporada allà en segon lloc i guanyant el títol a la segona temporada, 1999–2000.

### segle XXI
El club va tornar a descendir a l'Eerste Klasse el 2002, però va aconseguir l'ascens un any més tard, i des de llavors ha jugat a la Hoofdklasse. Van ascendir a la Topklasse el 2013, però van baixar després d'una única temporada al màxim nivell amateur neerlandès. Dues temporades després van tornar a la rebatejada Derde Divisie col·locant-se segons a Hoofdklasse C.

## Estadi
Els èxits entre 1915 i 1926 van permetre al club comprar un terreny al sud de la ciutat de Groningen. Aleshores es va construir l'Stadion Esserberg, dissenyat per l'arquitecte Evert van Linge, un dels jugadors de l'equip que va guanyar el títol nacional el 1920. L'estadi tenia una capacitat de 18.000 espectadors quan es va construir, i ara es troba al territori del municipi de Haren, a només quatre quilòmetres al sud de Groningen. Actualment, ha acollit el torneig Eurovoetbal.

## Palmarès
- Campionat nacional de futbol:[1]

1919–20
- Tweede Divisie:

1959–60
- Competició de futbol del nord:

1895–96, 1896–97, 1905–06, 1914–15, 1915–16, 1916–17, 1917–18, 1918–19, 1919–20, 1920–21, 1921–1922, 1921–29, 1921–1919 24, 1925–26, 1935–36, 1936–37, 1937–38, 1940–41
- Eerste Klasse:

1991–92, 1999–2000